# Jumašev
Jumašev je priimek več oseb:
- Andrej Borisovič Jumašev, sovjetski general
- Ivan Stepanovič Jumašev (1895 - 1972), ruski (sovjetski) admiral
- Valentin Jumašev (*1957), zet ruskega predsednika Borisa Jelcina, vodja kabineta in svetovalec V. Putina